# Краватки Шермана

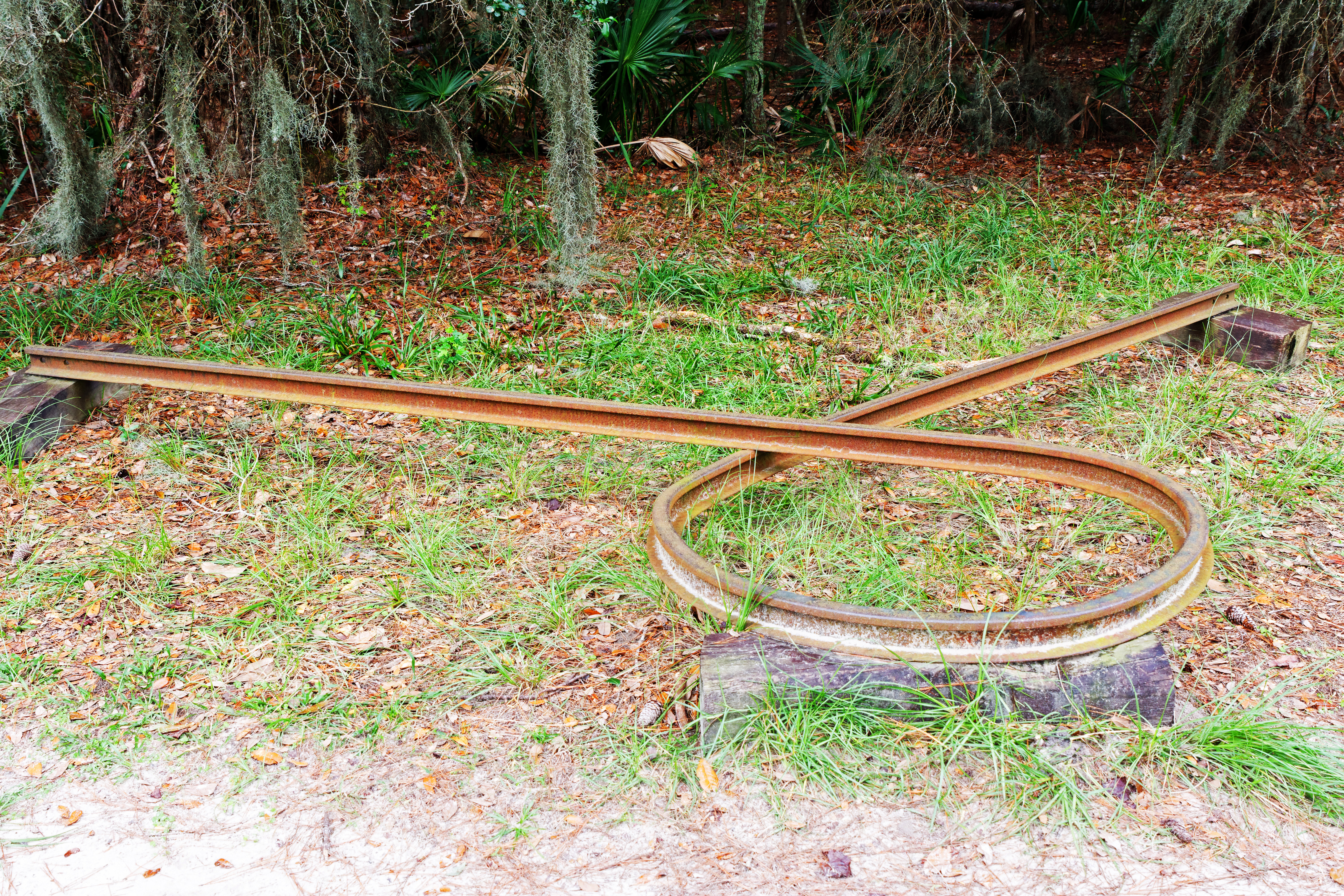
Краватка Шермана у Форт МакКалістер Стейт Парк, штат Джорджія.

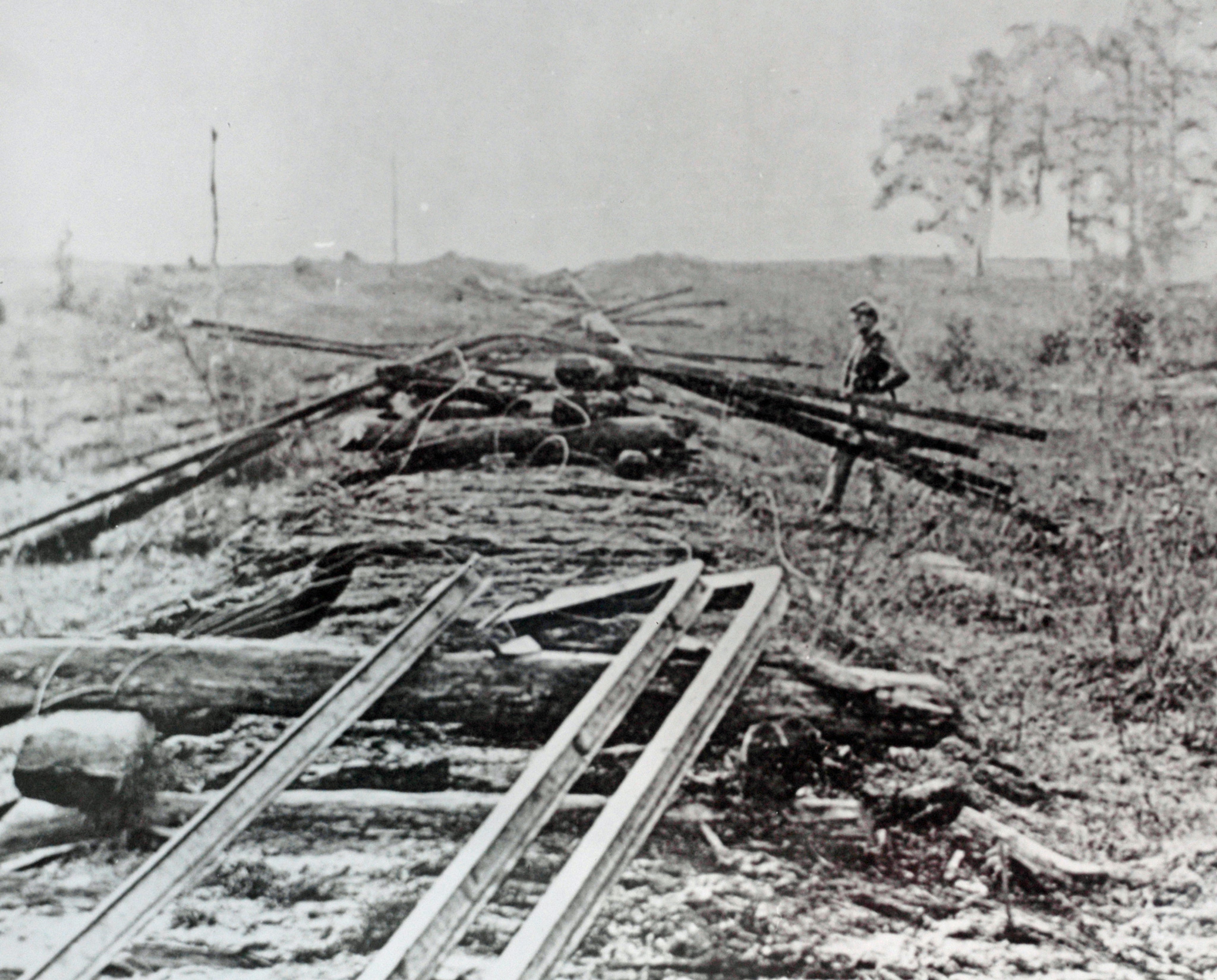
Неналежним чином сконструйовані краватки Шермана. На зображенні чітко видно, що рейки було зігнено, а не перекручено, як наказував Шерман. У такому стані їх можливо вдасться відремонтувати.

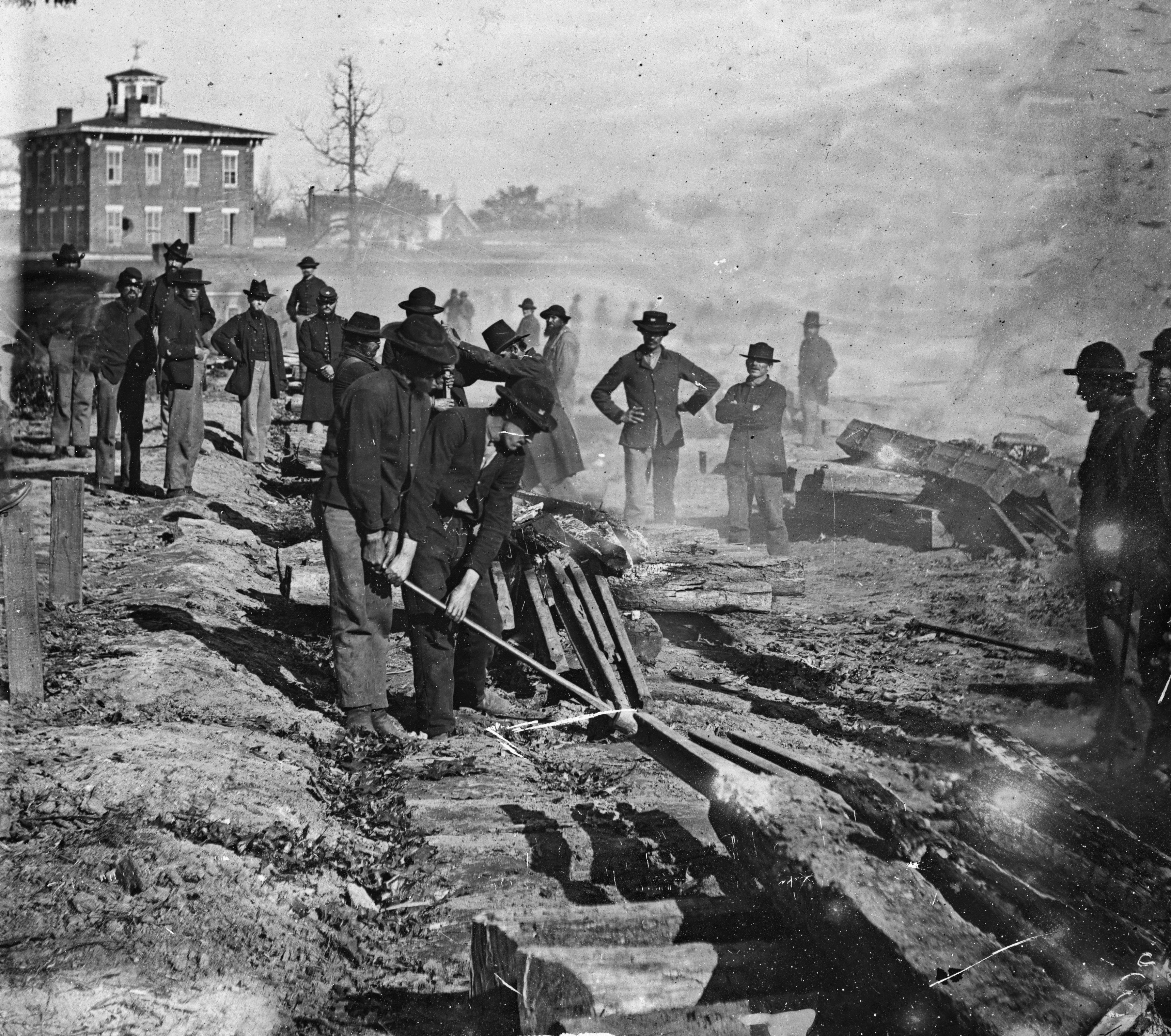
Зліва на зображенні схоже на те, що четверо чоловіків перекручують рейки з допомогою лому згідно з наказом Шермана.

Краватки Шермана були військовою тактикою у Громадянській війні у США, названою на честь генерал-майора армії США Вільяма Шермана. Тактика полягала у руйнуванні залізничних рейок шляхом нагрівання їх до податливого стану та подальшого викручування у петлі, схожі на краватки, часто навколо дерев. Оскільки Конфедеративні штати Америки обмежили постачання заліза, а ливарні майже не виготовляли рейок, ці пошкодження було дуже важко виправити. Ще їх називали метеликами Шермана, шпильками Шермана, або шпильками Джеффа Дейвіса.
Хоча руйнація відбувалась внаслідок наказу Шермана під час його Атлантської кампанії, досягнення форми «краватки» шляхом саме загинання рейки навколо дерева не відповідало наказові; у ньому був визначений інший метод руйнування колії, що був менш популярним:
|                                     | В разі ознак серйозного бою генерал-майор МакФерсон оточить генерала Шофілда, але водночас триматиме усіх своїх підлеглих в роботі над знищенням залізниці шляхом руйнування колії, підпалу шпал та рейок з подальшим перекручуванням останніх ще гарячими. До відома службовців має бути доведено, що просто зігнені рейки можна використати повторно, проте якщо, коли ті гарячі, їх перекрутити, то вони стануть непридатними. Збирайте шпали в купу для багаття, кладіть рейки вздовж нього, і коли вони почервоніють посередині, беріть з обидвох кінців та перекрутіть так, щоб їх поверхня стала спіральною. |
| — Вільям Шерман, 18 липня 1864 року | |

Через три дні лише одне конфедеративне залізничне сполучення до Атланти залишилось неушкодженим. 
Краватки Шермана також фігурували у Марші Шермана до моря — кампанії, спрямованій на тотальну війну та серйозні руйнації в Конфедеративних штатах Америки. Шерман застосував тактику спаленої землі; разом з генерал-лейтенантом Уліссом Ґрантом вони були переконані, що Громадянська війна закінчиться лише тоді, коли стратегічну, економічну та психологічну здатності Конфедерації до війни буде рішуче зламано.
На початку Френклін-Нешвілівської кампанії кінця 1864 року конфедерати задіяли подібні тактики проти шляхів постачання Шермана — залізничного сполучення від Чаттануґи до Атланти. Рейки, деформовані вогнем, були відомі солдатам Армії Теннессі як «підбори старої місіс Лінкольн».